# Starten
Starten (originaltitel: Le Départ) är en belgisk komedifilm från 1967 i regi av Jerzy Skolimowski. Huvudrollen spelas av Jean-Pierre Léaud. Filmen tilldelades Guldbjörnen vid filmfestivalen i Berlin 1967.